# Motorgenerator

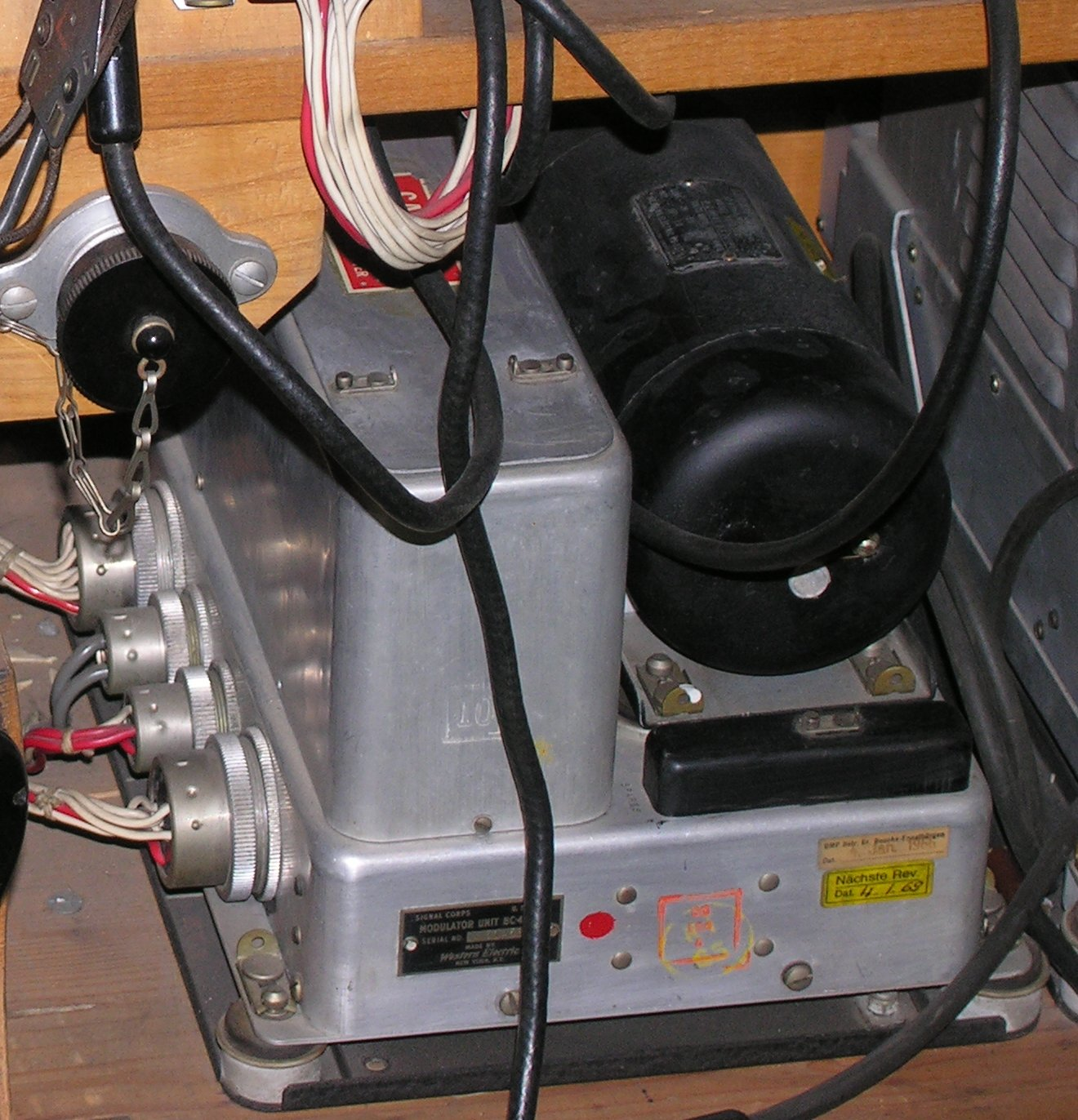
Motorgenerator för radiostation, för konvertering från låg- till högspännings elkraftsförsörjning. Denna enhet kallas också umformer. Dübendorf Museum för militärflyg

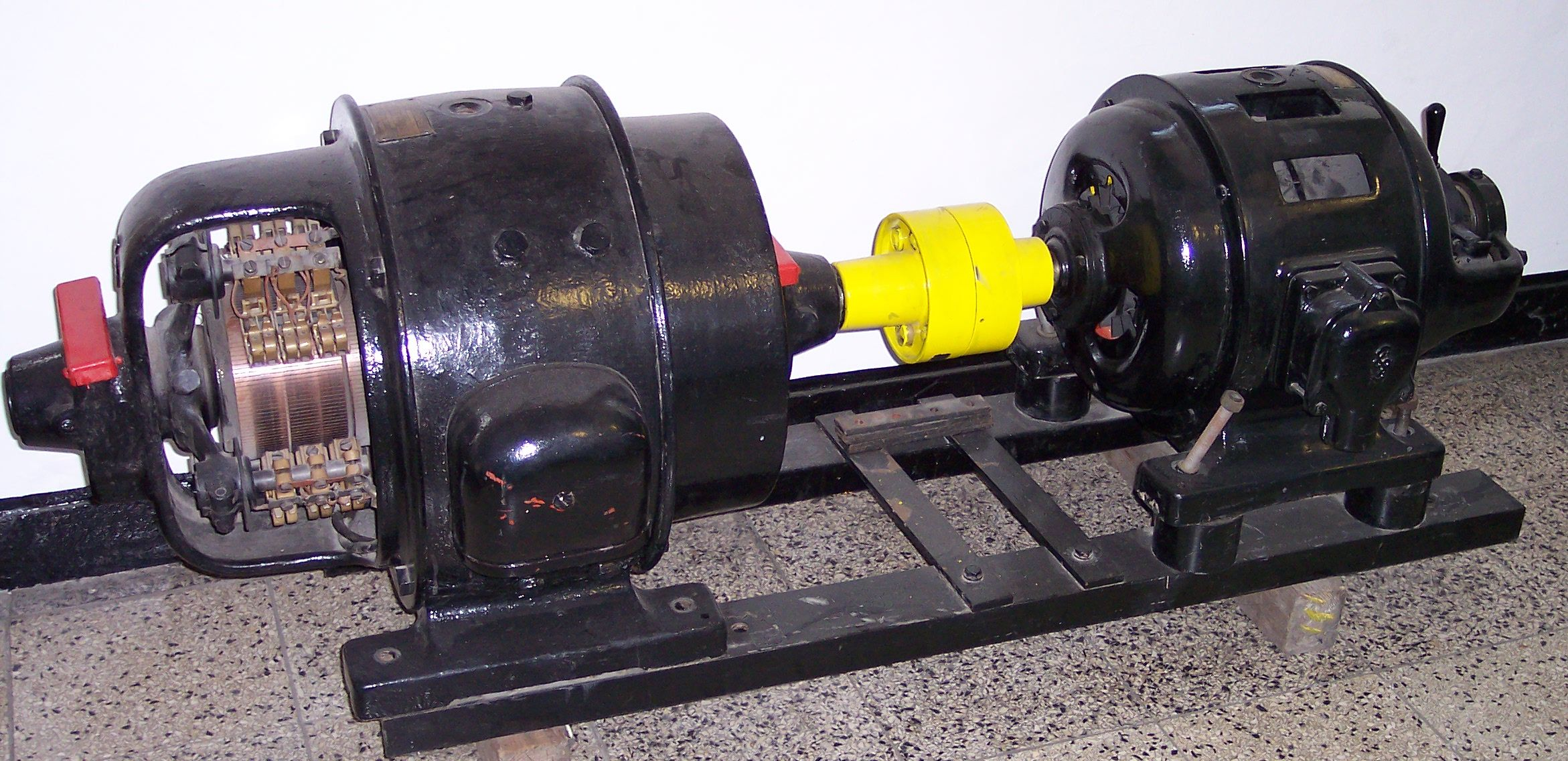
Omformaruppsättning: till vänster likströmsmaskin, till höger trefasmaskin

En motor-generator (en M-G, ett M-G-set eller en dynamotor för dynamo-motor, eller roterande omformare) är en elektro-mekanisk anordning för att omvandla elektricitet från en form till en annan.

## Principiell uppbyggnad
Anordningen består av en elektrisk motor som är mekaniskt ihopkopplad med en elgenerator. Motorn matas med elkraft av viss form (frekvens, spänning) och från den mekaniskt anslutna generatorn avges elkraft av önskad form (frekvens, spänning).
På detta sätt kan fullständig elektrisk eller galvanisk isolering erhållas mellan yttre elnät och förbrukare, samtidigt som  en omvandling kan ske mellan olika frekvens och spänning.
Sådan omvandling sker i ökande omfattning med anordningar med halvledarteknik, ofta kallade statiska växelriktare då de inte har några rörliga delar. Fortfarande kan dock tekniken med mekaniskt hopkopplad motor och generator vara lämplig för vissa tillämpningar, och äldre installationer finns kvar på många ställen.
Inom kollektivtrafiken i Stockholm användes roterande omformare hos lokaltågen av typen X1 med leveransstart under 1960-talet, men vid övergången till nästa generation lokaltåg av typen X10 i början av 1980-talet så användes statiska omformare.

## Tillämpningar

### AC(fast frekvens) → DC → AC (variabel frekvens)
I många industriella tillämpningar är det önskvärt att använda robusta och miljötåliga asynkronmotorer vars varvtal följer frekvensen hos den matande växelspänningen, men ändå kunna reglera varvtalet. Genom att likrikta ingående växelspänning och låta denna driva en likströmsmotor med möjlighet till varvtalsreglering, och låta denna driva en växelströmsgenerator kan en ingående växelspänning med fast frekvens 50 eller 60 Hz omvandlas först till en likspänning, och sedan till en utgående växelspänning med en varierande frekvens, vilket i sin tur ger ett variabelt varvtal hos de matade asynkronmotorerna.
I denna tillämpning kan M-G-setet vara placerat i ett eget rum med kontrollerad miljö avseende på fukt, temperatur, brännbara eller korrosiva gaser och liknande, medan den matade asynkronmotorn kan vara placerad i utmanande industriella miljöer men köras med variabelt varvtal. Detta arrangemang förekommer till exempel i kärnkraftverk av kokvattentyp (BWR), vars huvudcirkulationspumpar under drift regleras inom ett stort varvtalsområde.
I och med tillgång till billigare och kraftfullare halvledarteknik har tekniken med M-G-set för varvtalsreglering i ökande utsträckning ersatts med frekvensomformare med halvledarteknik.

### AC 50 Hz → AC 60 Hz och omvänt
Nätfrekvensen i till exempel USA och delar av Japan är 60 Hz, medan den i de flesta andra länder är 50 Hz. Anordningar som till exempel innehåller asynkronmotorer konstruerade för den ena frekvensen kommer vid anslutning till "fel" nätfrekvens att få ett varvtal som avviker med cirka 20 procent, vilket kan ge undermålig eller utebliven funktion. Vid måttliga krav på korrekt frekvens kan omvandlingen göras genom att ha ett M-G-set med en asynkronmotor som ansluts via en växellåda eller remdrift med lämplig utväxling till en synkrongenerator.
Vid höga krav på korrekt frekvens kan omvandlingen anordnas genom att via en gemensam axel koppla ihop en 10-polig synkronmotor med en 12-polig synkrongenerator eller omvänt. Liknande roterande omformare finns för omvandling av växelström från 50 till 16 2/3 Hz till kontaktledningar för järnvägar i bland annat Sverige, Tyskland, Österrike, Norge, Schweiz och USA, men har alltmer kommit att ersättas med frekvensomformare.

### Elektrisk isolation mot yttre nät
Vissa utrustningar kan vara känsliga för spänningsvariationer och störningar i det matande elnätet. Ett M-G-set med en elmotor fast sammankopplad med en generator kan då förbättra situationen genom att till exempel kortvariga spänningsvariationer inte ger motsvarande hastighetsvariationer i elmotorn på grund av dess tröghet, och på detta sätt filteras bort.
Om M-G-set:et kompletteras med ett svänghjul kan anordningen mata ut ström även vid kortare spänningsavbrott, så kallad "ride-through". Om anordningen även kompletteras med till exempel en dieselgenerator fås en strömförsörjning som skyddar både mot störningar i mycket kort tidsskala (delar av sekunder) och i längre tidsskalor (minuter, timmar, dagar).
I detta fall sker ingen omvandling av spänning eller frekvens, utan syftet är enbart att skydda mot störningar och transienter i det matande elnätet. Denna tillämpning finns bland annat i system för Oberoende härdkylning som togs I drift 2021 i svenska kärnkraftverk.